# Когда Земля вскрикнула
«Когда Земля вскрикнула» (также «Когда мир вскрикнул»; англ. When the World Screamed) — научно-фантастическая повесть Артура Конан Дойла. Впервые была опубликована в журнале Liberty 25 февраля — 3 марта 1928 года.
Книга является четвёртой по счету в цикле произведений о профессоре Челленджере.

## Содержание
Профессор Челленджер утверждает, что Земля является живым существом, но не имеет ни малейшего представления о том, как человечество эксплуатирует её; более того, она не подозревает о существовании человека. Джордж Челленджер рассказывает своему другу, журналисту Мелоуну, что хочет, чтобы Земля узнала о существовании по меньшей мере одного человека — Джорджа Эдуарда Челленджера, — который требует к себе внимания.
Несколько лет неустанной работы, которая, не прекращаясь ни днем, ни ночью, велась при помощи всевозможных буров, свёрл, землечерпалок и взрывов и, в конце концов, привели к нужной цели. Челленджер пробил земную кору, её толщина составила 14 442 ярда (13 206 м), и дальше он планировал добраться до «живой плоти Земли».
Профессор добился своей цели, и после того, как он просверлил земную мантию, по всей Земле понёсся рёв, в котором боль, гнев, угроза и оскорбленное величие Природы слились в ужасающий пронзительный звук. Он длился целую минуту и был подобен слившимся воедино голосам тысячи сирен; он пронёсся по всему южному побережью, достиг берегов соседней Франции, перелетев через Ла-Манш, и в конце концов растаял в спокойном летнем воздухе. А сам Челленджер получил мировое признание.